# Bredgade
 Der er flere lokaliteter med dette navn, se Bredgade (Herning).
Bredgade i København er hovedfærdselsåren i Frederiksstaden, og strækker sig knap en kilometer i lige linje fra Kongens Nytorv til krydset ved Esplanaden og Grønningen.

## Historie
Oprindeligt var gaden en middelalderlig fægyde, hvorigennem kreaturerne blev drevet til fælleden. I slutningen af 1500-tallet var det blevet den bredeste færdselsåre uden for Østerport (der dengang lå, hvor Strøget i dag munder ud i Kongens Nytorv, for enden af Østergade) - heraf navnet Bredgade. Langs med gaden lå store haver med små huse. Da Christian 4. i 1649 etablerede Ny-København mellem Kongens Nytorv og Kastellet ved at omlægge Østervold, skabte byens udvidelse en mængde nye gader, der var tænkt opkaldt efter danske besiddelser, kongelige og højere stænder. Dermed blev Bredgade omdøbt til Norgesgade.
Omkring 1750 oplevede gaden et sandt byggeboom, hvor specielt hofbygmester Nicolai Eigtved (rokokoens danske mester) fik sat et meget tydeligt fingeraftryk. Gaden blev en vigtig del af akserne i den nyanlagte bydel Frederiksstaden, hvor Amalienborg slotsplads var centrum. Smukke palæer skød op som Det Berckentinske Palæ, Dehns Palæ og Bernstorffs Palæ. Med anlæggelse af Esplanaden i 1780'erne blev gaden endegyldigt et fashionabelt strøg. Digteren Johan Ludvig Heiberg har senere observeret:
Det mylrer i Norgesgade
Med pyntede Damer og Mænd;
"Gentilernes Promenade",
Saaledes kaldte man den.
Herrer i Snørliv, pudsige nok,
I Munden Cigar,
i Lommen en Stok,
Her offre hele Personen
til Modens Afgud paa Thronen. 
Det lykkedes ikke i mere end 200 år at få Københavns indbyggere til at sige "Norgesgade", og i 1877 blev Bredgade igen gadens officielle navn.
I dag fremstår Bredgade stadig meget pompøs og imponerende med prægtige bygninger, palæer, kirker og pladser med mange flotte syn (fra Kgs. Nytorv mod Esplanaden):
- Sankt Annæ Plads med Garnisons Kirke
- Det Berckentinske Palæ, i dag Odd Fellow Palæet
- Moltkes Palæ, i dag Håndværkerforeningen
- Dehns Palæ, i dag bl.a. Apotekerforeningen
- Frederiks Kirke, bedre kendt som Marmorkirken
- Kig til Amalienborg Slotsplads
- Hansens Palæ
- Bernstorffs Palæ
- Østre Landsret
- Alexander Nevsky Kirke, den russisk-ortodokse kirke
- Skt. Ansgars Kirke, den katolske domkirke
- Frederiks Hospital, i dag Designmuseum Danmark

Ud over gadens arkitektoniske kvaliteter findes en overflod af gallerier, kunst-/ antikvitetshandlere og møbelforretninger. Af liberale erhverv er der en stor repræsentation af advokater og arkitekter og desuden mange reklamebureauer, sølvsmede og designere. 
- I nr. 36 ligger Burundis ambassade.[3]
- Styrelsen for Forskning og Innovation har til i nr. 40.[4]
- I nr. 65 ligger Mexicos ambassade.

Fra Bredgade kan man smutte hen i Store Kongensgade gennem Sankt Annæ Passage.
Hver dag ca. klokken 11.50 går Den Kongelige Livgarde ind i Bredgade fra Kongens Nytorv på vej mod vagtskiftet på Amalienborg klokken 12.